# Gouraya (Tipaza)
Pour les articles homonymes, voir Gouraya.
Gouraya (en tamazight  : iyurayen ⵉⴳⵓⵔⴰⵢⴻⵏ) (en arabe : ڨورايا) est une ville portuaire et une commune de la wilaya de Tipaza en Algérie.
Elle est également siège d'une daïra. Les ruines des cités Gunugu/Breshk sont situées à proximité.

## Toponymie
Anciennement Gunugus (phénicienne), Breshk (arabe) et Cap Larrès (française). Le nom actuel de la ville Gouraya n'a aucune relation directe ou indirecte avec les noms antique Gunugus et médiéval Baršak.
Selon une étymologie donnée par certains habitants de la région, le nom Gouraya provient du berbère Iyourayen (mot dérivant de ayyur/aggur, « lune »), et qui signifierait « les adorateurs de la lune ». Mais cette étymologie, n'est pas recevable. En effet, même si les Berbères ont pu pratiquer le culte des astres, il n'est pas prouvé qu'ils aient pratiqué, dans cette région, celui de la lune. Le nom peut signifier « lieu élevé ».

## Géographie

### Situation
La ville de Gouraya est située à l'ouest de la wilaya de Tipaza, à 28 km de Cherchell, à 60 km de Tipaza, à 80 km de Ténès et à 120 km d'Alger. 
| Larhat | Mer Méditerranée | Messelmoun |
| Aghbal | Gouraya          | Messelmoun |
| Aghbal | Messelmoun       | Messelmoun |

### Relief et hydrographie
La ville est bâtie sur le piémont septentrional des monts du Dahra, en bordure de la mer Méditerranée. La montagne qui la domine est également appelée Gouraya.

### Routes
La commune de Gouraya est desservie par plusieurs routes nationales:
- Route nationale 11: RN11 (Route d'Oran)[2].

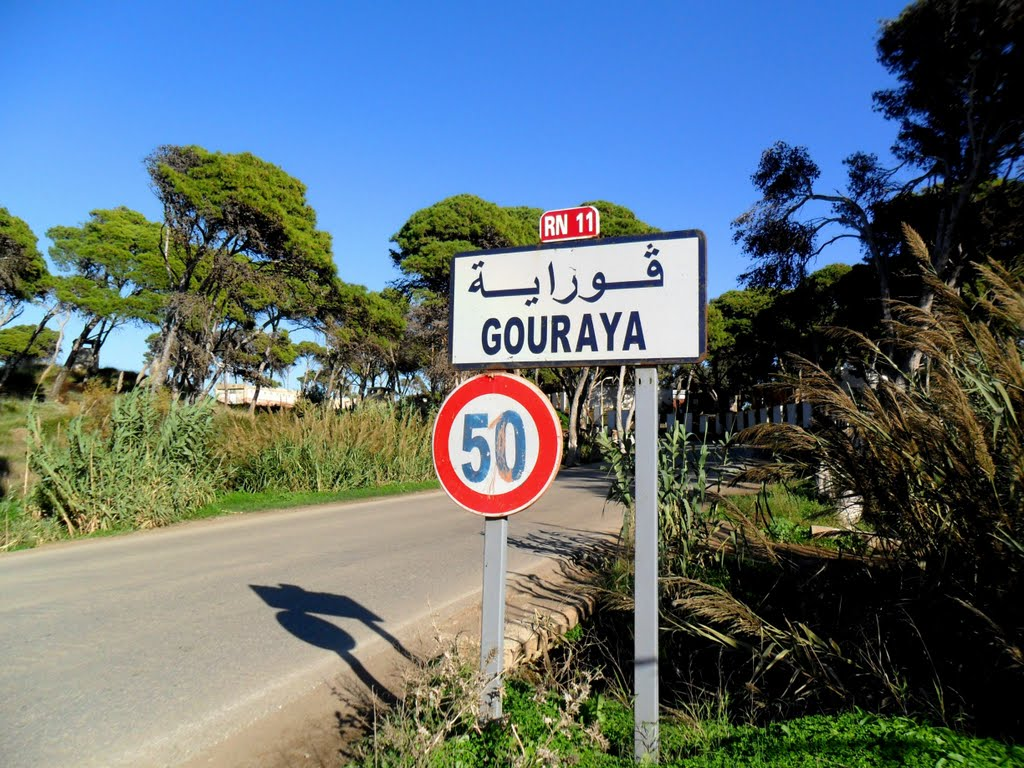
Route nationale 11.

### Climat
Le climat à Gouraya est chaud et tempéré, de type méditerranéen. En été, les pluies sont moins importantes qu'elles ne le soient en hiver. La classification de Köppen est de type Csa. La température moyenne est de 16.8 °C et la moyenne des précipitations annuelles approche les 600 mm.
| Mois                              | jan. | fév. | mars | avril | mai  | juin | jui. | août | sep. | oct. | nov. | déc. | année |
| --------------------------------- | ---- | ---- | ---- | ----- | ---- | ---- | ---- | ---- | ---- | ---- | ---- | ---- | ----- |
| Température minimale moyenne (°C) | 6,3  | 6,3  | 8    | 10,5  | 13,5 | 17,5 | 20,6 | 21,2 | 18,5 | 15   | 10   | 7,7  |       |
| Température moyenne (°C)          | 9,5  | 9,7  | 12   | 14,4  | 17,6 | 22   | 25   | 25,6 | 22,3 | 18,9 | 13,4 | 10,7 | 16,8  |
| Température maximale moyenne (°C) | 13,2 | 13,4 | 16   | 18    | 21,7 | 26,3 | 30   | 30,4 | 26,7 | 23   | 17   | 14,2 |       |
| Précipitations (mm)               | 80   | 68   | 70   | 64    | 51   | 9    | 2    | 3    | 33   | 50   | 88   | 70   | 594   |

| Diagramme climatique                                  |           |       |          |            |           |         |           |            |        |        |           |
| J                                                     | F         | M     | A        | M          | J         | J       | A         | S          | O      | N      | D         |
| 13,26,380                                             | 13,46,368 | 16870 | 1810,564 | 21,713,551 | 26,317,59 | 3020,62 | 30,421,23 | 26,718,533 | 231550 | 171088 | 14,27,770 |
| Moyennes : • Temp. maxi et mini °C • Précipitation mm |           |       |          |            |           |         |           |            |        |        |           |

## Histoire

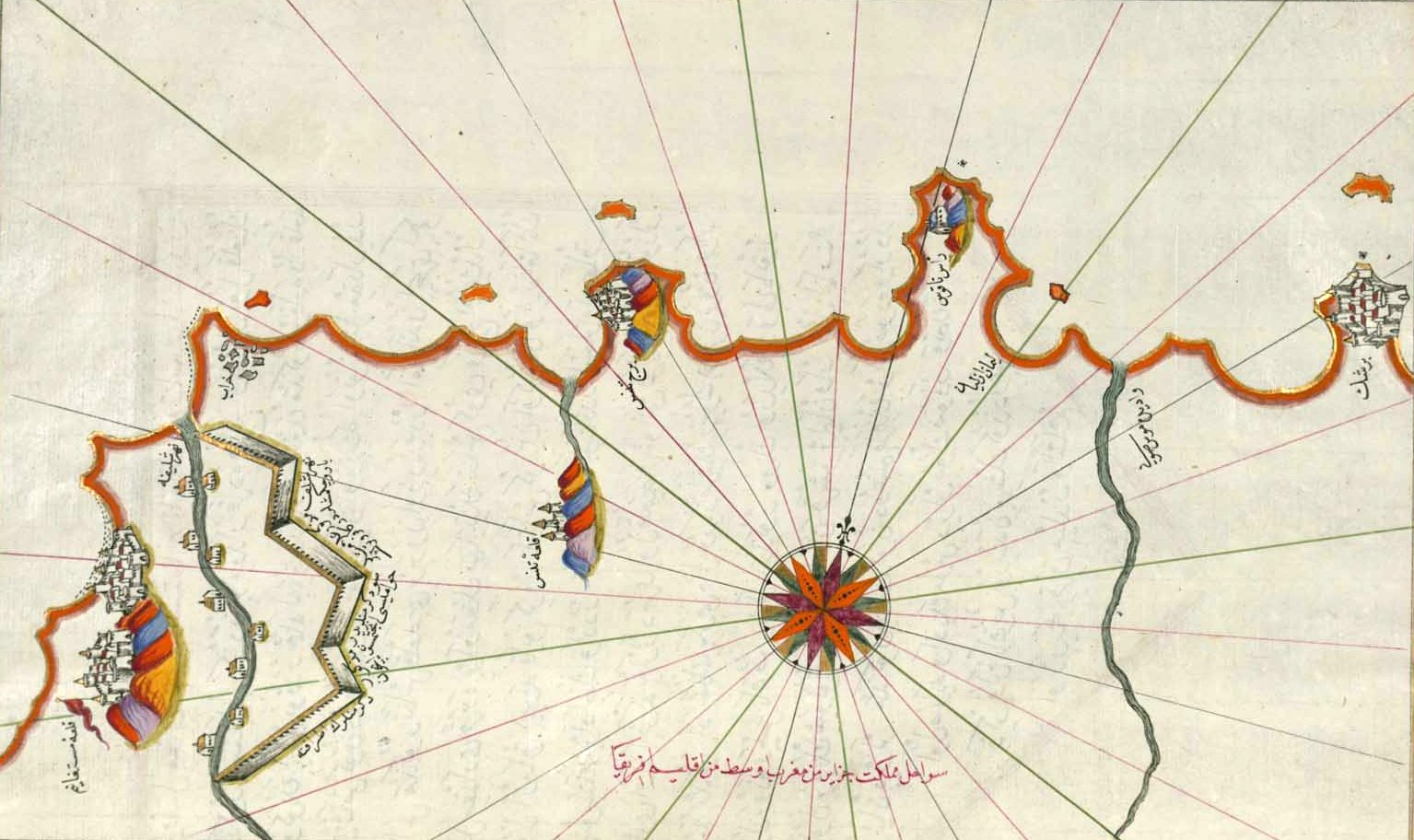
Carte ottomane de Piri Reis, illustrant la région du Dahra entre Mostaganem et Breshk.

Les Phéniciens, grands navigateurs et marchands, accostaient souvent à Gouraya, qui était une sorte de comptoir pour procéder au troc et d'échanges de marchandises. Les traces d'un port à la sortie ouest de la ville montrent bien une configuration assez typique de cette époque. Les fouilles entreprises dans les années 1970, à l'occasion de la construction d'un stade, ont d'ailleurs révélé des ruines et pièces archéologiques typiques de cette époque. Ce comptoir avait un représentant permanent des Phéniciens, qui a appris à parler la langue locale et qui nommait les gens de Gouraya par Iyourayenes.
On identifie habituellement Gouraya avec l'antique Gunugus mais, celle-ci était éloignée d'elle de quelques kilomètres. Renommée Breshk plus tard, elle a gardé une certaine importance à l'époque médiévale berbère.
Durant la colonisation française, Gouraya était une commune de plein exercice créée entre 1872/1881.

## Administration

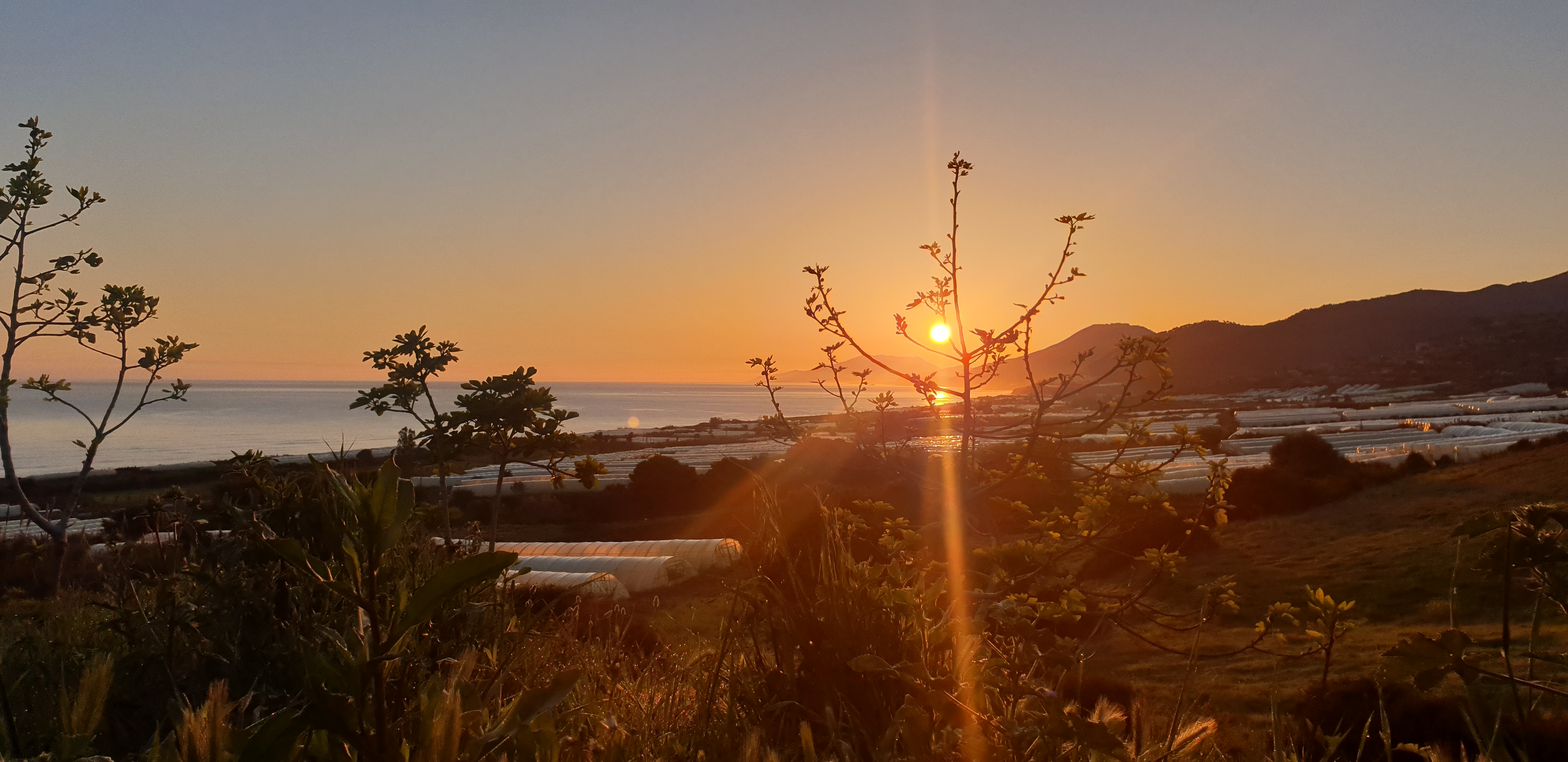
Activités agricoles dans la commune.

Depuis le découpage administratif de 1984, la commune de Gouraya est composée des localités suivantes :
- Beni Ali
- Mahaba
- Sadouna
- Beni Rached Ouest
- Centre de Gouraya

La daïra de Gouraya regroupe les communes de Messelmoun et Aghbal.

## Démographie
Selon le recensement général de la population et de l'habitat de 2008, la population de la commune de Gouraya  est évaluée à 20 144 habitants contre 17 165 habitants en 1998, dont 11 308 habitants dans l'agglomération chef-lieu.

## Économie

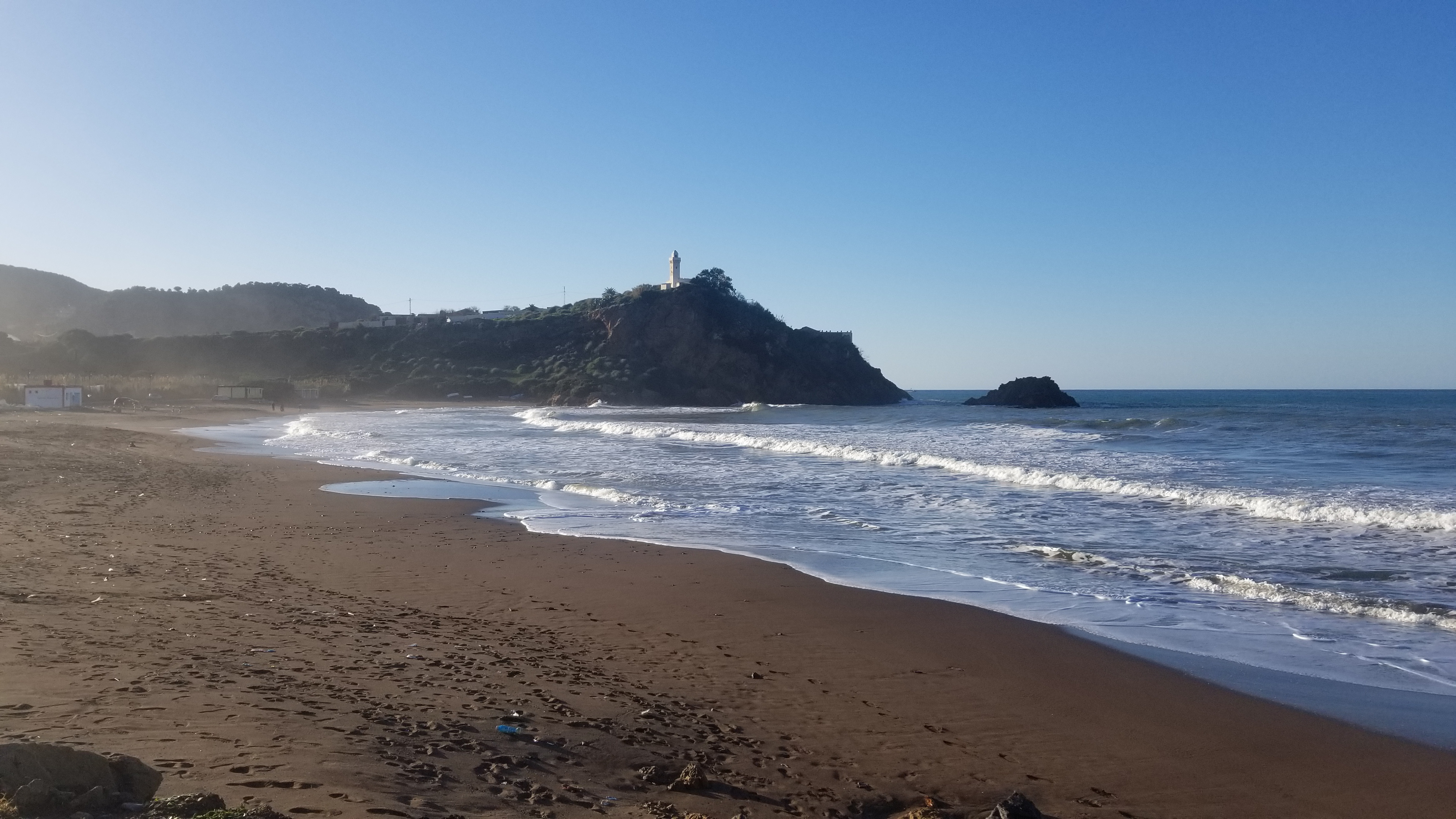
Promontoire de Sidi Brahem.

Gouraya est un port de pêche et une station balnéaire.

## Patrimoine
Les ruines des cités Gunugu/Breshk sont situées à proximité. La commune abrite également la koubba de Sidi Brahim.